# コース立方体組み合わせテスト
コース立方体組み合わせテスト（コースりっぽうたいくみあわせテスト）は、1920年、アメリカのコースが発表した知能検査。日本では1966年に大脇義一が翻案した。
各面が赤、白、青、黄、赤と白、青と黄に塗り分けられた1辺3センチの立方体を組み合わせて、難易度順に並べられた17問の模様を作る課題である。正解時間によって得点が変わり、制限時間以内に2連続して課題が達成できないと打ち切りになる。
コース自身はこれを一般知能を測定する検査と考えたので、これによって精神年齢や知能指数が算出できるが、現代では、主として非言語性の能力を測るテストと考えられている。そのため、聴覚障害者に適するテストである。さらに、高年齢者や脳障害の後遺症患者にも適するテストであり、リハビリテーションの現場ではよく用いられる。